# Ернест Дюпре
Ернест Фердінан П'єр Луї Дюпре (фр. Ernest Ferdinand Pierre Louis Dupré; 7 березня 1862, Марсель, Франція — 2 вересня 1921, Довіль, Франція) — французький невролог і психіатр, займався вивченням реактивних психозів і конституційних психопатій, зробив великий внесок у теорію судової психіатрії. Є творцем термінів «міфоманія», «пуерилізм», «симптоматичний менінгізм», «сенестопатія». Він описав такі патології: галюцинації уяви, симптом повітряної подушки, моторна дебільність, внутрішня зоопатія. У царині конституційної патології Дюпре виділив міфоманічну й емотивну конституції.

## Біографія
Ернест Дюпре народився у 1862 році у Марселі, проте більшу частину життя провів у Парижі. Його батько був викладачем риторики у середній школі. Здобувши диплом лікаря, протягом кількох років Дюпре працював у галузі загальної медицини, потім він спеціалізувався у психіатрії. Згодом його було призначено директором психіатричної лікарні для душевнохворих злочинців. Помер у 1921 році у Довілі.

## Науковий внесок
Під час Першої світової війни Дюпре проводив роботу зі створення досконалішої служби психіатричної допомоги для французьких солдатів. Спостерігаючи невротичні реакції у фронтовиків, Дюпре описав синдром «емотивного психоневрозу», який згодом отримав назву на його честь хвороба Дюпре. З погляду автора, цей синдром розвивається під впливом психічного травматизму (наприклад, в умовах воєнного часу), за умови індивідуальної схильності до виникнення нервових і психічних захворювань (Дюпре називав цю схильність «емотивною конституцією» індивіда). Підсумовуючи спостереження своїх колег, Дюпре писав: «Насправді, війна не створює нові психічні захворювання, але ця епідемія травм, фізичних і душевних, індивідуальних і колективних … посилила деякі хворобливі прояви, дала нове забарвлення вмісту та форм прояву болючого маячення, активізувала психопатичні стани, які раніше були прихованими».
З 1905 до 1919 рік Дюпре розробляв теорію про зв'язок психічних захворювань із психологічною конституцією пацієнта. На думку Дюпре, психічні захворювання є лише крайніми формами прояви домінантних особливостей у психіці індивіда; при цьому не існує чіткої межі між нормою та патологією. Дюпре підкреслював, що психологічна конституція людини залежить тільки від спадковості, а й від впливу довкілля, вона є незмінною та може бути скоригована. У 1912 році у Тунісі на XXII конференції психіатрів і неврологів Дюпре представив доповідь, яка згодом стала знаменитою, «Несвідомі перверсії» (фр. Les perversions instinctives). У своїй доповіді Дюпре висловив думку, що у деяких випадках скоєння злочину може бути пов'язане з конституційною психологічною схильністю злочинця. Надалі Дюпре створив термін конституційна перверсія, який згодом був використаний у теорії педопсихіатрії Жоржа Еєра.
На честь Дюпре названо:
- Міфоманія Дюпре (одна з форм патологічної брехливості). Хворий, який страждає на цей розлад, має схильність розповідати про свої неіснуючі пригоди та досягнення, приписувати собі титули, нагороди, і т. н. При цьому часто він сам не може відрізнити свої вигадки від реальності. Захворювання у більшості випадків спостерігається у пацієнтів істероїдного типу[19]. Для позначення особистісних особливостей хворих, схильних до патологічної брехливості та фантазування, Дюпре ввів термін міфоманічна конституція. Дюпре наголошував, що міфоманічна конституція є поєднанням інфантилізму та надмірної збудливості уяви у пацієнта[20].
- Маячня Дюпре-Логра (синоніми — маячення уяви Дюпре, імажинативне маячення, фабуляторне маячення, маячення уявлення, маячення фантастичне). Ця форма маячення виникає на основі фантазування у хворих з т.з. міфоманічною конституцією особистості, розвитку абсурду сприяє також слабкість інтелекту або наявність гіпоманіакального стану у пацієнта. При цьому синдромі, як правило, не відзначається розлад пам'яті, галюцинацій та психосенсорних порушень; навпаки, хворий виявляє ясність сприйняття та добре орієнтується у навколишньому світі. Маячня уяви входить у структуру парафренного синдрому[21]. Маячення Дюпре поєднує у собі маревні ідеї величі та переслідування. Висловлювання хворого мають фантастичний характер, вони можуть бути абсурдні. Настрій хворого зазвичай піднятий, часто мають місце конфабуляції[22]. Маячення уяви зазвичай виникає гостро (як «натхнення, осяяння»)[20].
- Галюцинації уяви Дюпре — пов'язані з уявленнями й ідеями, які довго виношуються в уяві пацієнта[23], часто вони є результатом мрій та фантазій при істеричних розладах особистості[24]. Галюцинації цього легко виникають у дітей із болісно загостреною уявою[20].
- Сенестопатія Дюпре-Камю — вкрай неприємні, але при цьому невизначені болючі тілесні відчуття, є складовою іпохондричного маячення[25].

- Зоопатія Дюпре-Леві, яка є різновидом маячення одержимості. При цій патології хворий переконаний, що в його тілі є тварина (варіант: двійник або нечиста сила)[26].

- Пуерилізм Дюпре — прояв у мовленні та поведінці хворого особливостей, властивих дітям. Є регресією психічної діяльності, спостерігається при психогенних реакціях істеричного типу. Може також виникати при шизофренії, старечому недоумстві або ураженнях центральної нервової системи[27].

## Основні публікації
- Un syndrome psychopathique particulier, le puerilisme mental. CR Congres des Medecins alienistes et neurologistes de France, 1903; 2: 268
- Definition medico-légale de l'aliéné .; P., Gainche, 1904. 25ppp
- La Mythomanie. Étude psychologique et médico-légale du mensonge et de la fabulation morbides; leçon d'ouverture du cours de psychiatrie médico-légale, 2× 10{{{1}}} année) P., Gainche, 1905. 68 pp
- L'affaire Ullmo. Lyon, A. Rey, 1908
- L'expertise psychiatrique; règles générales de l'examen médical; Asile Ste-Anne, Clinique des maladies mentales. 1910. 15pp
- Le langage musical: étude medico-psychologique (avec Marcel Nathan). Préface de Charles Malherbe. Paris, F. Alcan, 1911; 195p
- Les perversions instinctives, Rapport au Congrès des aliénistes de France, Tunis, 1912
- Les déséquilibres institutionnels du système nerveux (surtitre: Clinique des maladies mentales et affections de l'encéphale — leçon inaugurale); P., Baillière, 1919, 36pp
- Pathologie de l'imagination et de l'émotivité; P., Payot, 1925, XXIII+503pp (avec notice biographique par le Pr Achalme).